# Les Enquêtes de Chlorophylle
Les Enquêtes de Chlorophylle est une série télévisée franco-canadienne en 52 épisodes de 13 minutes créée par Michel Marin et son associé Bruno Lamaury d'après la bande dessinée de Raymond Macherot, diffusée à partir du 13 septembre 1992 sur France 3, et à partir du 6 septembre 1993 sur Canal Famille.

## Synopsis
Dans la vallée, rien ne va plus depuis que le rat Anthracite et sa bande de pollueurs se sont installés. Mais ils ne sont pas les seuls individus louches. Le lérot Chlorophylle, reporter à l'Echo des Fourrés, enquête sur tout ce qui se passe de suspect.
Le soutien le plus précieux de Chloro, sans qu'Anthracite ne s'en doute, n'est autre que sa sœur Maeva, qui est secrètement amoureuse de Chlorophylle (et sera démasquée à l'ultime épisode, Rongeurs sans retour).

## Personnages
- Chlorophylle : un lérot ; ses phrases fétiches sont « Figues et mûres ! » et « Bon sang ! Mais… c'est bien mûr ! »
- Maeva : une rate blanche, sœur d'Anthracite ; elle et Chlorophylle sont secrètement amoureux. Elle ne parle qu'en alexandrins.
- Anthracite : un rat noir ; il est chef du syndicat du crime nommé « la Rafia ». Sa phrase fétiche est : « Miasmes et furoncles ! »
- Pustule : un crapaud, spécialiste scientifique.
- l'Élégant : un vison tueur à gages, adjoint d'Anthracite
- Punky : un hérisson
- Malaria : une vieille rate, mère de Maeva et Anthracite.
- KGB : une taupe, indicateur
- Radar : une chauve-souris, photographe
- le Rouquin : un renard
- le Teigneux : un vautour, compagnon de Malaria.
- les Grands-ducs : un groupe de hiboux grands-ducs, gouvernement de la vallée. Ce sont eux qui chargent Chlorophylle d'éclaircir les mystères de la vallée.

## Voix
- Alain Zouvi : Chlorophylle
- Valérie Gagné : Maeva
- Sébastien Dhavernas : Anthracite
- Yves Massicotte : Pustule
- Jean Fontaine : l'Élégant
- Jean-Marie Moncelet : Punky
- Élizabeth Chouvalidzé : Malaria
- Septimiu Sever : Kagébé
- Johanne Garneau : Narrateur
- Daniel Lesourd : le Rouquin
- Léo Ilial : un rat musqué
- Benoit Rousseau : un rat musqué
- Arthur Holden : un rat musqué

 Source et légende : version québécoise (VQ) sur Doublage.qc.ca

## Fiche technique
- Nom original : Les Enquêtes de Chlorophylle
- Réalisation : Michel Marin (créateur et réalisateur des douze premiers épisodes), Frédéric Goupil (épisodes 13 à 24), Bruno Carrière (25 à 38), Claude Grégoire (39 à 52).
- Auteur BD : Raymond Macherot
- conception : Michel Marin
- Scénaristes : Frédéric Krivine (auteur principal), Patrick Bancarel, Diane Cailhier, Laurence Condroyer, William Lambert, Louise Leblanc
- Musiques : Martin Fournier, Normand Corbeil
- Interprétation du générique : Sara Lazarus
- Origine :  France,  Canada
- Maisons de production : SFP, Damned Productions, France 3, Les Productions Espace Vert

## Épisodes
1. Il était une fois la pollution
2. Cris et caquètements
3. Cris et craquètements : le retour
4. La patte au collet
5. L'arme secrète
6. L'aiglon
7. Le faux coupable
8. Main basse sur la rive
9. Témoin à décharge
10. Ne pas dépasser la dose prescrite
11. Partie de chasse
12. Le retour des Ralton
13. La nuit de la chasse au phare
14. Le plan secret
15. La machine à remonter l'étang
16. Votez Chloro!
17. Le secret du ragondin
18. Les visiteurs du loir
19. Cris et caquètements : la dernière plume
20. Hypnose
21. La chute de la maison Anthrax
22. Le silence de la mare
23. Un condamné à mare s'est échappé
24. La rate sur un toit brûlant
25. Règlements de compte à O.K. Canard
26. Le salaire du rongeur
27. Nous avons dégluti ce soir
28. Les lérots sont fatigués
29. Rien ne va plus
30. Soupçons
31. Nous sommes tous des nuisibles
32. L'arbre aux serpents
33. Qu'elle est inerte ma vallée
34. Tous les lapins du monde
35. Sous le plus petit chapiteau du monde
36. Pour une poignée de carottes
37. Docteur Chloro contre Mister Phylle
38. Seul contre la Rafia
39. Le samourat
40. La faute de l'inspecteur Museau
41. Le seigneur des appeaux
42. Un hérisson a disparu
43. La cloche sonnera trois fois
44. La règle du geai
45. Pas de printemps pour la pie
46. L’épouvantail
47. Vol de nuit
48. La serre brisée
49. Au bout du tunnel
50. La pluie acide
51. La nuit du renard
52. Rongeurs sans retour

## Autour de la série
- Cette série est une adaptation très librement inspirée de la bande dessinée Chlorophylle créée par Raymond Macherot en 1954. Le personnage de Minimum, alter ego de Chlorophylle dans la BD, a disparu, et celui de Maeva, sœur d'Anthracite, a été créé pour la série, ainsi que l'Elégant, KGB la taupe, Punky le hérisson, Pustule le crapaud, et presque tous les autres personnages. En dehors de Chlorophylle, seul Anthracite a été conservé. Les nouveaux personnages ont tous été créés par Frédéric Krivine au cours de discussions avec Michel Marin.
- Chaque épisode se termine par « Figues et mûres! Une fois de plus, la lutte contre le crime et la pollution continue ! »
- La réalisation combine des marionnettes animées par des manipulateurs (dont plusieurs membres de l'équipe des Guignols de l'Info) et des animaux vivants (plus d'une quarantaine, dirigés par le dresseur animalier Pierre Cadéac), et baigne dans une ambiance de polar qui fut très appréciée à l'époque.
- Le tournage se déroula aux studios Duran/Duboi à Saint-Ouen.

## Produits dérivés
- 1993 : édition VHS par Citel Vidéo